# Arquidiocese de Ho Chi Minh
A Arquidiocese de Thành-Phô Hồ Chí Minh (Archidiœcesis Hochiminhopolitana) é uma circunscrição eclesiástica da Igreja Católica situada na Cidade de Ho Chi Minh, Vietnã. Seu atual arcebispo é Joseph Nguyễn Năng. Sua Sé é a Basílica de Notre-Dame de Saigão.
Possui 202 paróquias servidas por 961 padres, contando com 7.844.791 habitantes, com 8,9% da população jurisdicionada batizada.

## História
O vicariato apostólico da Cochinchina Ocidental foi ereto em 2 de março de 1844, recebendo o território do vicariato apostólico da Cochinchina (atual diocese de Quy Nhơn).
Em 3 de dezembro de 1924 assume o nome de vicariato apostólico de Saigon por força do decreto Ordinarii Indosinensis da Congregação de Propaganda Fide.
Em 8 de janeiro de 1938 cedeu uma parte do seu território para a ereção do vicariato apostólico de Vĩnh Long (hoje uma diocese).
Em 24 de novembro de 1960 o vicariato apostólico cedeu outra parte do seu território em vantagem da ereção da diocese de Mỹ Tho ao mesmo tempo em que foi elevado à arquidiocese metropolitana pela bula Venerabilium Nostrorum do Papa João XXIII.
Em 14 de outubro de 1965 cedeu outras partes do território para a ereção das dioceses de Phú Cuong e de Xuân Lôc.
Em 23 de novembro de 1976 a arquidiocese assume seu atual nome.

## Prelados
|                             | Nome                                      | Período     | Notas                                                        |
| Arcebispos                  | Arcebispos                                | Arcebispos  | Arcebispos                                                   |
| --------------------------- | ----------------------------------------- | ----------- | ------------------------------------------------------------ |
| 4º                          | Joseph Nguyên Năng                        | 2019 -      | Atual                                                        |
| 3º                          | Paul Bùi Văn Đoc                          | 2014 - 2018 | Faleceu no cargo                                             |
| 2º                          | Jean-Baptiste Cardeal Pham Minh Mân       | 1998 - 2014 | Arcebispo emérito                                            |
| 1º                          | Paul Nguyên Van Binh                      | 1960 - 1995 |                                                              |
| Arcebispo coadjutor         |                                           |             |                                                              |
|                             | François-Xavier Nguyên Van Thuân          | 1975-1994   | Nomeado Vice presidente do Pontifício Conselho Justiça e Paz |
| Bispos                      |                                           |             |                                                              |
| 9º                          | Simon Hoa Nguyên-van Hien                 | 1955 - 1960 | Nomeado Bispo de Ðà Lat                                      |
| 8º                          | Jean Cassaigne, M.E.P.                    | 1941 - 1955 |                                                              |
| 7º                          | Isidore-Marie-Joseph Dumortier, M.E.P.    | 1925 - 1940 |                                                              |
| 6º                          | Victor-Charles Quinton, M.E.P.            | 1920 - 1924 |                                                              |
| 5º                          | Lucien-Emile Mossard, M.E.P.              | 1899 - 1920 |                                                              |
| 4º                          | Jean-Marie Dépierre, M.E.P.               | 1895 - 1898 |                                                              |
| 3º                          | Isidore-François-Joseph Colombert, M.E.P. | 1873 - 1894 |                                                              |
| 2º                          | Jean-Claude Miche, M.E.P.                 | 1864 - 1873 |                                                              |
| 1º                          | Dominique Lefèbvre, M.E.P.                | 1844 - 1864 |                                                              |
| Bispos-auxiliares           |                                           |             |                                                              |
|                             | Joseph Bui Cong Trac                      | 2022-       | Atual                                                        |
|                             | Louis Nguyễn Anh Tuấn                     | 2017 - 2023 | Nomeado Bispo de Hà Tĩnh                                     |
|                             | Joseph Đỗ Mạnh Hùng                       | 2016 - 2019 | Nomeado Bispo de Phan Thiết                                  |
|                             | Peter Nguyen Van Kham                     | 2008 - 2014 | Nomeado Bispo de Mỹ Tho                                      |
|                             | Joseph Vu Duy Thong                       | 2001 - 2009 | Nomeado Bispo de Phan Thiết                                  |
|                             | Louis Phạm Văn Nẫm                        | 1977 - 1999 |                                                              |
|                             | Nicôla Huỳnh Văn Nghi                     | 1974 - 1979 | Nomeado Bispo de Phan Thiết                                  |
| Administradores apostólicos |                                           |             |                                                              |
|                             | Joseph Đỗ Mạnh Hùng                       | 2018 - 2019 |                                                              |
|                             | Nicôla Huỳnh Văn Nghi                     | 1993 - 1998 |                                                              |